# Al Jawf (Arabie saoudite)
Pour les articles homonymes, voir Al Jawf.
Al Jawf (en arabe : الجوف, /ælˈʤɑu̯f/) est une province enclavée d'Arabie saoudite, à la frontière de la Jordanie.
Elle se compose surtout de deux dépressions, le Wadi Sirhan, et Al Djauba, au nord du désert de Nefoud, 78 000 km2 de sable rouge.

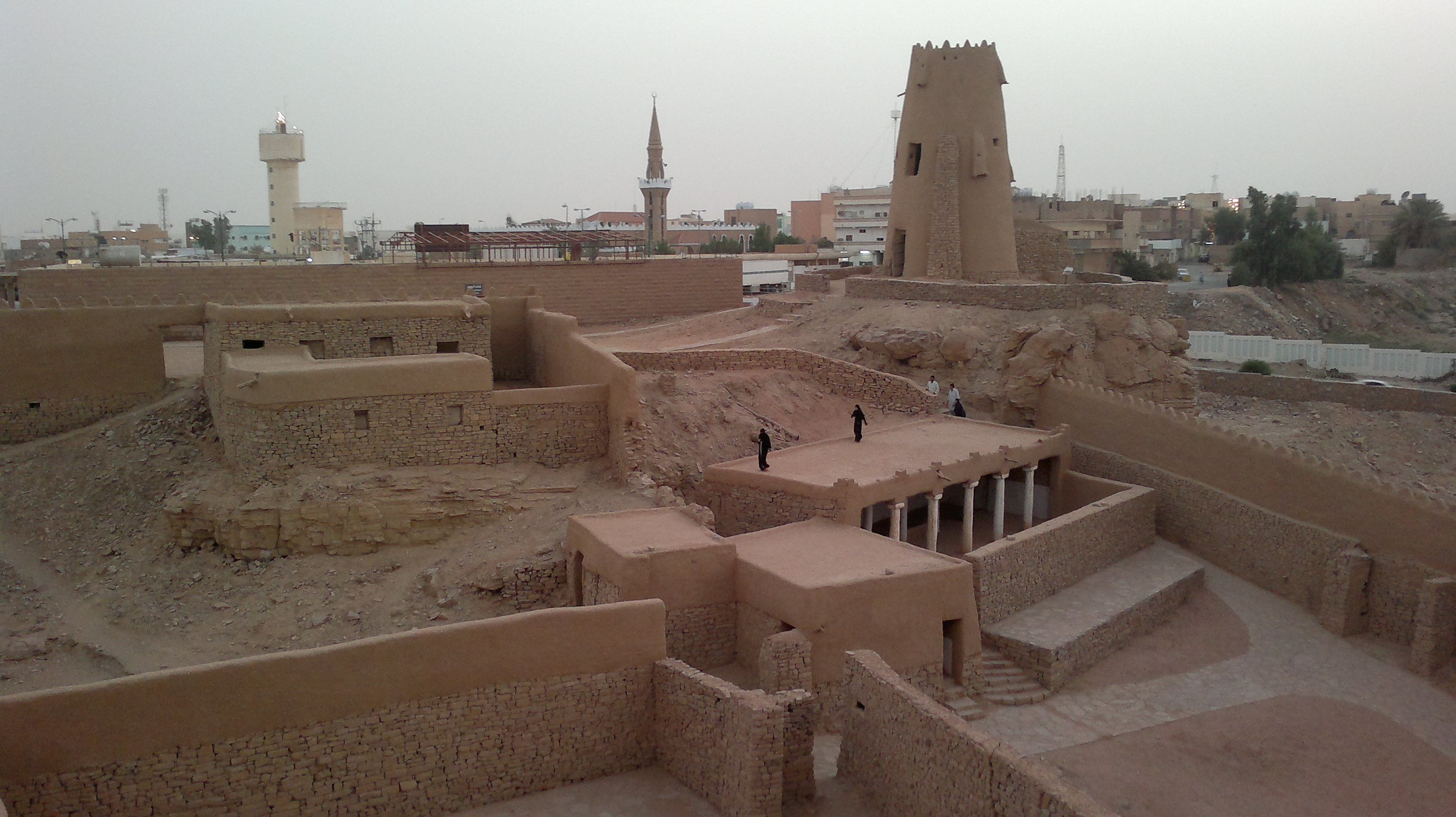

Elle se divise en trois gouvernorats :
- Sakaka, la capitale :
  - L'oasis, vieille de 6 000 ans, avec un site archéologique mégalithique, abrite 16 000 fermes, 200 000 palmiers, 1,2 M d'oliviers.
  - La population, d'environ 26 000 habitants, dispose de nombreuses écoles publiques et privées, dont une anglaise, Al Jouf International School, et l' Université d'Al-Jouf, Jami'at Al-Jawf, fondée en 2005.
- Al Quaraiyat, ou Al Qurayyat, ou Gurayat, petite cité de l'olive et du sel, grand marché à 30 km de la Jordanie, avec hôpital et aéroport (URY).
- Dumat Al-Djandal, très ancienne cité, connue des Akkadiens.
- Al Shoehtliah, ancienne cité.

## Histoire
C’est le berceau de la culture des Nabatéens.
La situation stratégique sur la route commerciale terrestre a permis la naissance de quelques-uns des plus anciens États arabes connus, et une domination nabatéenne durable. 
L'histoire de Sakaka remonte loin, comme en témoignent les nombreux sites archéologiques :
- la forteresse de Za'abal, construite au VIIe siècle av. J.-C.,
- la forteresse de Al sa'i Hill, qui ressemble au type « Palmgric », avec des piliers en pierre, connus sous le nom Al Rajajeel (hommes), du IVe siècle av. J.-C.,
- la mosquée Ibn Al Khattab Omar, à Jandal al Domat, de la 17e année de l’Hégire, par le calife Omar sur le chemin de Bait Al Maqdis,
- la forteresse de Marid, très haute et très ancienne,
- la ville de Taima, 264 km au sud-est de la ville de Tabouk. Des inscriptions de l'époque assyrienne mentionnent, en écriture cunéiforme, de l'époque du dernier roi de Babylone, que celui-ci a construit un palais à Taima semblable à son palais de Babylone. Taima est entourée sur trois côtés par un mur d'enceinte archéologique, protégeant contre les envahisseurs, et construit à l’époque du roi Nepotein, au VIe siècle av. J.-C.,
- le palais d’Al Hamra, à l’ouest de la ville, du VIIe siècle av. J.-C.,
- le palais d’Al Ablaq, au sud-ouest de la vieille ville, entouré par une haute clôture reliée au mur d'enceinte de la ville...

## Géographie
La région alterne plaines fertiles, vallées et plateaux: routes 65 et 80.
La capitale provinciale est Sakaka, à l'extrémité nord du désert du Grand Nefoud (An Nafud). 
La ville est célèbre pour son industrie du tapis tissés main. 
À l'ouest de la ville de Sakaka, se trouve Dumat Al-Djandal, avec ses vergers et ses terres agricoles, entourée par de hautes pentes montagneuses. Domat Al Jandal est également réputée pour la fabrication d'épées, de poignards et de tapis. 
Les autres agglomérations sont 
- au nord-ouest : An Nabk Abu Qasr, Ghatti, An Nabk, Kaf, Al Hadjithah...,
- au sud-ouest (At Tubayq) : Mughayra, Al Bi'r, Halat Ammar...,
- sur le Golfe d'Aqaba : Haql, Al Humaydah...

La région produit des quantités importantes de blé et de dattes, avec ses 230 000 palmiers dattiers.

## Transports
- Aéroport d'Al-Jawf, près de Sakaka
- Aéroport domestique de Gurayat, près de la frontière avec la Jordanie